# Kaptchagra
Kaptchagra (Tchagra tchagra) är en fågel i familjen busktörnskator inom ordningen tättingar.

## Utbredning och systematik
Kaptchagra delas in i tre underarter:
- Tchagra tchagra tchagra – södra Sydafrika (södra Västra Kapprovinsen och sydvästra Östra Kapprovinsen)
- Tchagra tchagra caffrariae – sydöstra Sydafrika (östra Östra Kapprovinsen, från Great Fish River till gränsen mot KwaZulu-Natal)
- Tchagra tchagra natalensis – sydvästra Sydafrika (östra Mpumalanga och KwaZulu-Natal) samt Swaziland

## Status och hot
Arten har ett stort utbredningsområde och tros öka i antal. Internationella naturvårdsunionen IUCN listar den därför som livskraftig (LC).

## Namn
Tchagra är ljudhärmande och gavs först som artnamn till kaptchagra av den franska ornitologen Louis Jean Pierre Vieillot.